# Conseil national de lutte contre le VIH/Sida, la tuberculose, le paludisme, les hépatites, les infections sexuellement transmissibles et les épidémies
Le Conseil national de lutte contre le VIH/Sida, la tuberculose, le paludisme, les hépatites, les infections sexuellement transmissibles et les épidémies (CNLS-TP) est  l'instance étatique suprême pour la surveillance, l'orientation et la coordination dans la lutte contre le VIH/SIDA, la tuberculose, le paludisme, les hépatites, les IST et les épidémies au Bénin.

## Histoire
Le CNLS-TP voit le jour par décret N° 2018-149 du 25 avril 2018,. Le conseil a à sa tête un président épaulé par un deux vice-présidents et un rapporteur. La présidence du conseil est assurée par le Président du Bénin. Les fonctions de vice-présidents sont occupées par le ministre chargé du développement et le ministre de la santé. Plusieurs autres membres font partie de ce conseil notamment des représentants des personnes vivant avec le VIH au Bénin, des organisations non gouvernementales.

## Mission et attributions
Le CNLS-TP à pour mission principale de définir les politiques et les orientations stratégiques de la lutte contre le VIH/Sida, la tuberculose, le paludisme, les hépatites, les IST et les épidémies. Il assure également entre autres le fonctionnement du système de surveillance épidémiologique au Bénin.

## Affaire de corruption
En juillet 2023, une affaire de corruption touche le conseil et met en cause plusieurs cadres. L'affaire porterait sur une possible corruption ayant lieu lors de l’exécution d'un marché public,,,,.